# Église Notre-Dame-des-Neiges de Prague
Ne doit pas être confondu avec Notre-Dame-des-Neiges.
L'église Notre-Dame-des-Neiges est une église située dans le quartier de Nové Město à Prague. 

## Histoire et description
À l'occasion de son couronnement en 1347, l'empereur Charles IV voulait construire dans le nouveau quartier une importante église censée dépasser la cathédrale de Prague. Le nom de l'église fait référence au miracle qui a eu lieu à Rome au IVe siècle, lorsque, selon la légende, la Vierge est apparue au pape dans un rêve et lui a demandé de construire une église où il aurait neigé en août. 
Dans le projet de Charles IV, l'église devait mesurer plus de 100 mètres de long, mais elle n'a jamais été achevée. Seul a été construit le presbytère, de 34 mètres de haut. Sur le côté nord, une porte avec un fronton du XIVe siècle décorait l'entrée du cimetière du monastère annexé. Dans l'église, prêcha l'évêque hussite téméraire Jan Želivský, qui fut ensuite enterré ici après son exécution en 1422. 
En raison des guerres hussites, le bâtiment fut abandonné entre les XVIe et XVIIe siècles ; ce n'est qu'en 1603 que les franciscains l'ont restauré, reconstruisant les voûtes du plafond précédemment effondré. Les décors intérieurs sont presque tous baroques, à l’exception des fonts baptismaux en étain datant de 1450 environ. L'autel monumental est orné d'un crucifix et de nombreuses statues de saints.
Le 15 février 1611, lors de l'irruption des mercenaires de Passau (de), l'église Notre-Dame-des-Neiges, fut le théâtre de violences au cours desquelles 14 franciscains ont été tués , certains d'entre eux ayant été défenestrés depuis le clocheton, au-dessus du toit de l'église. Les "14 martyrs de Prague (en)" ont été béatifiés en 2012 par le pape Benoît XVI. 

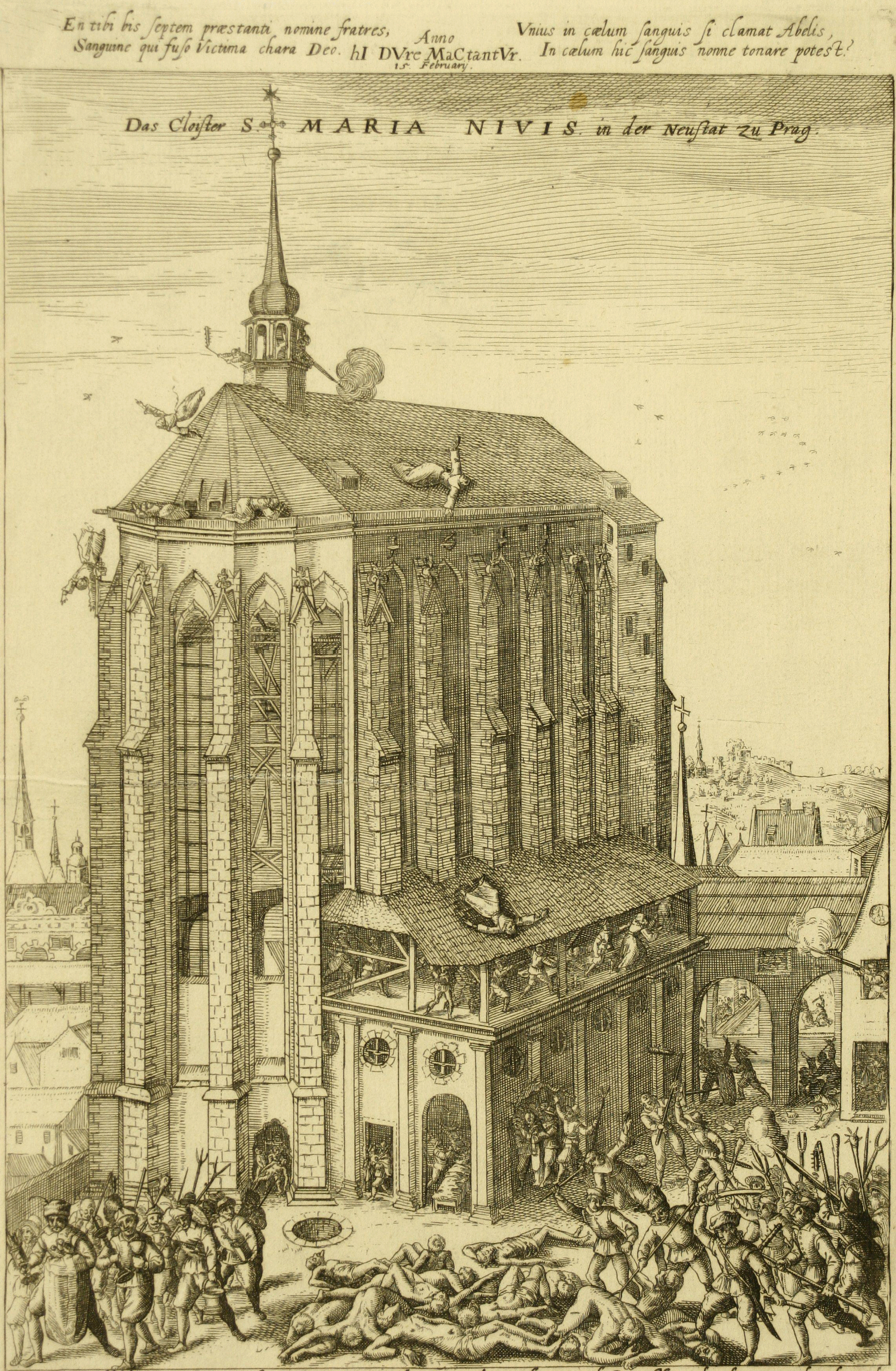
Gravure du XVIIe siècle, les violences de février 1611.
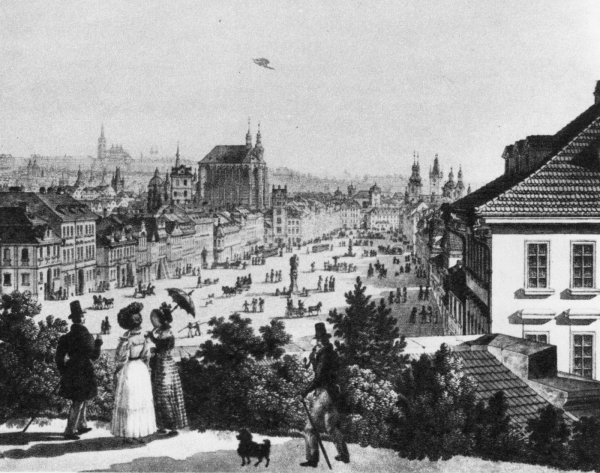
Panorama de Prague au XIXe siècle, avec l'église en arrière-plan
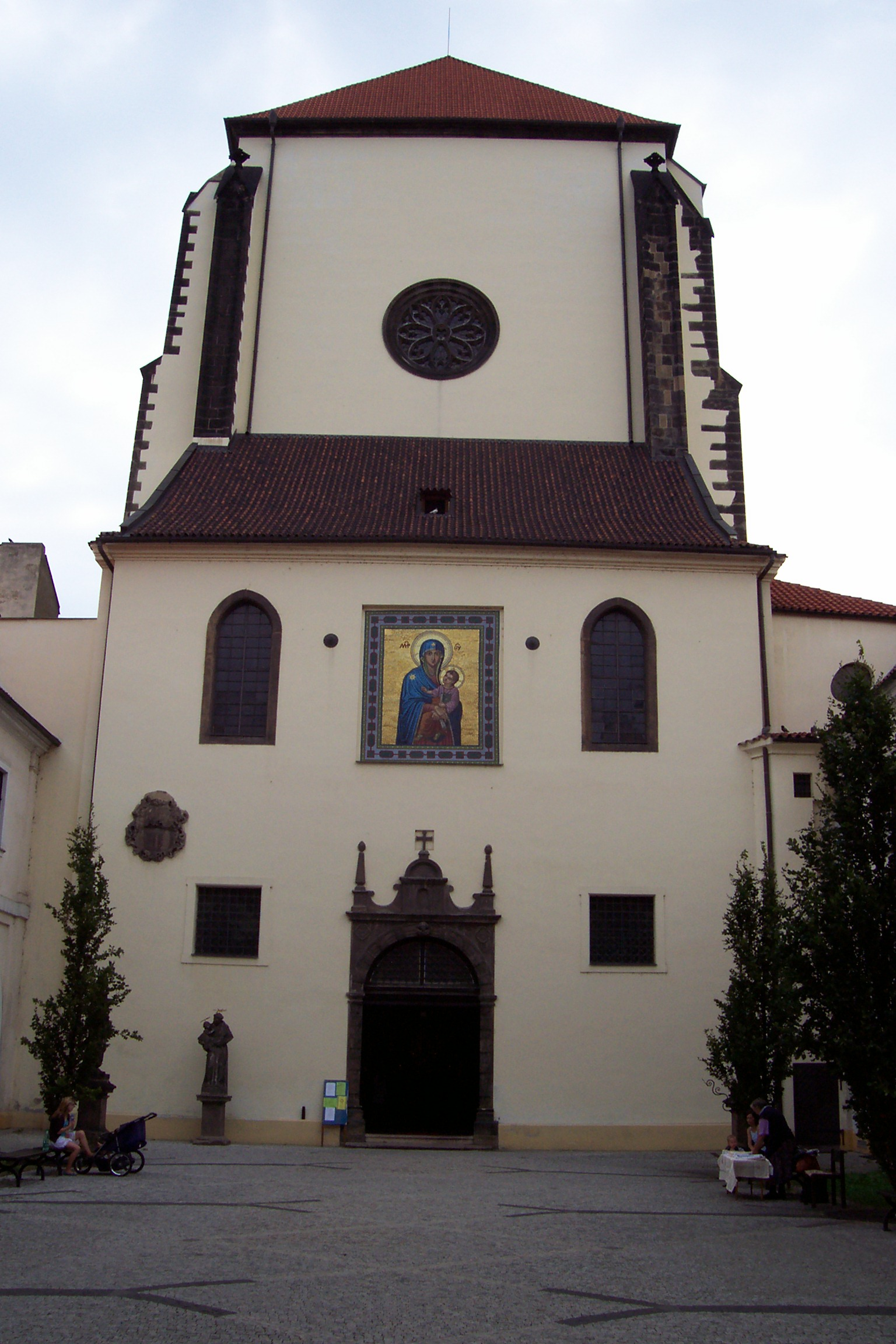
Façade Renaissance
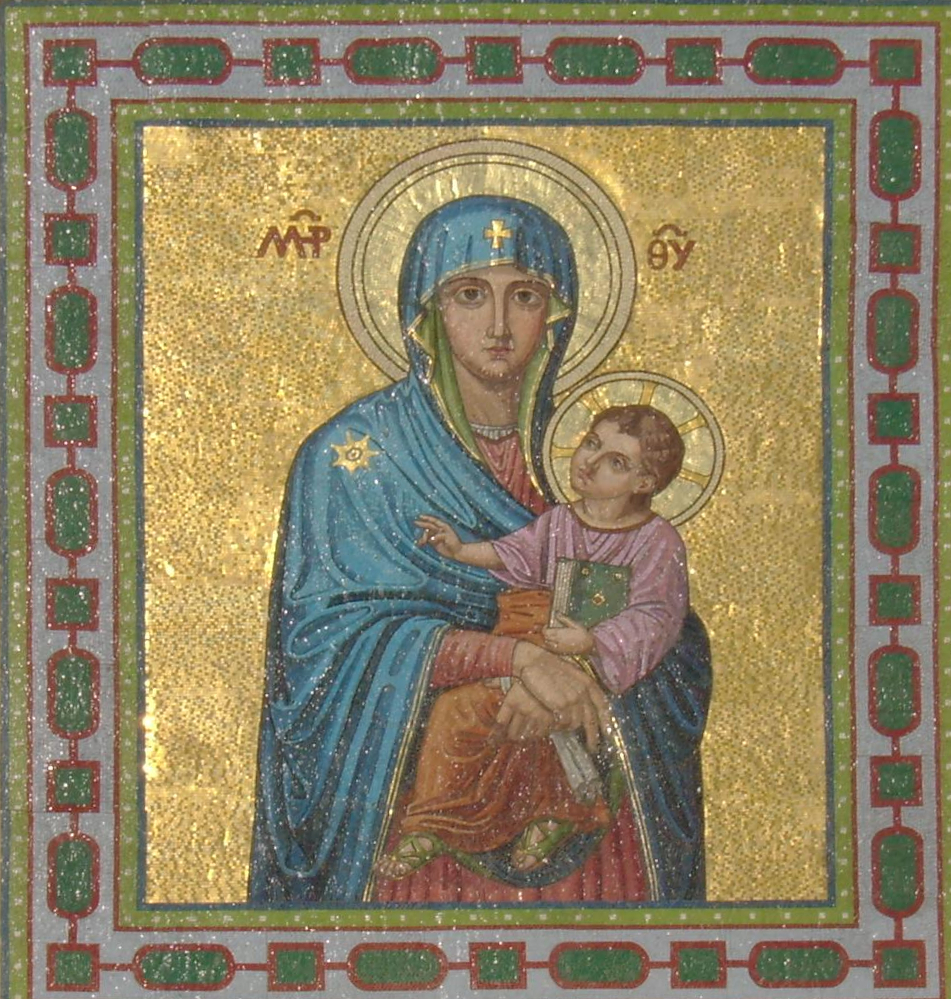
Mosaïque de la Vierge et l'Enfant du XXe siècle
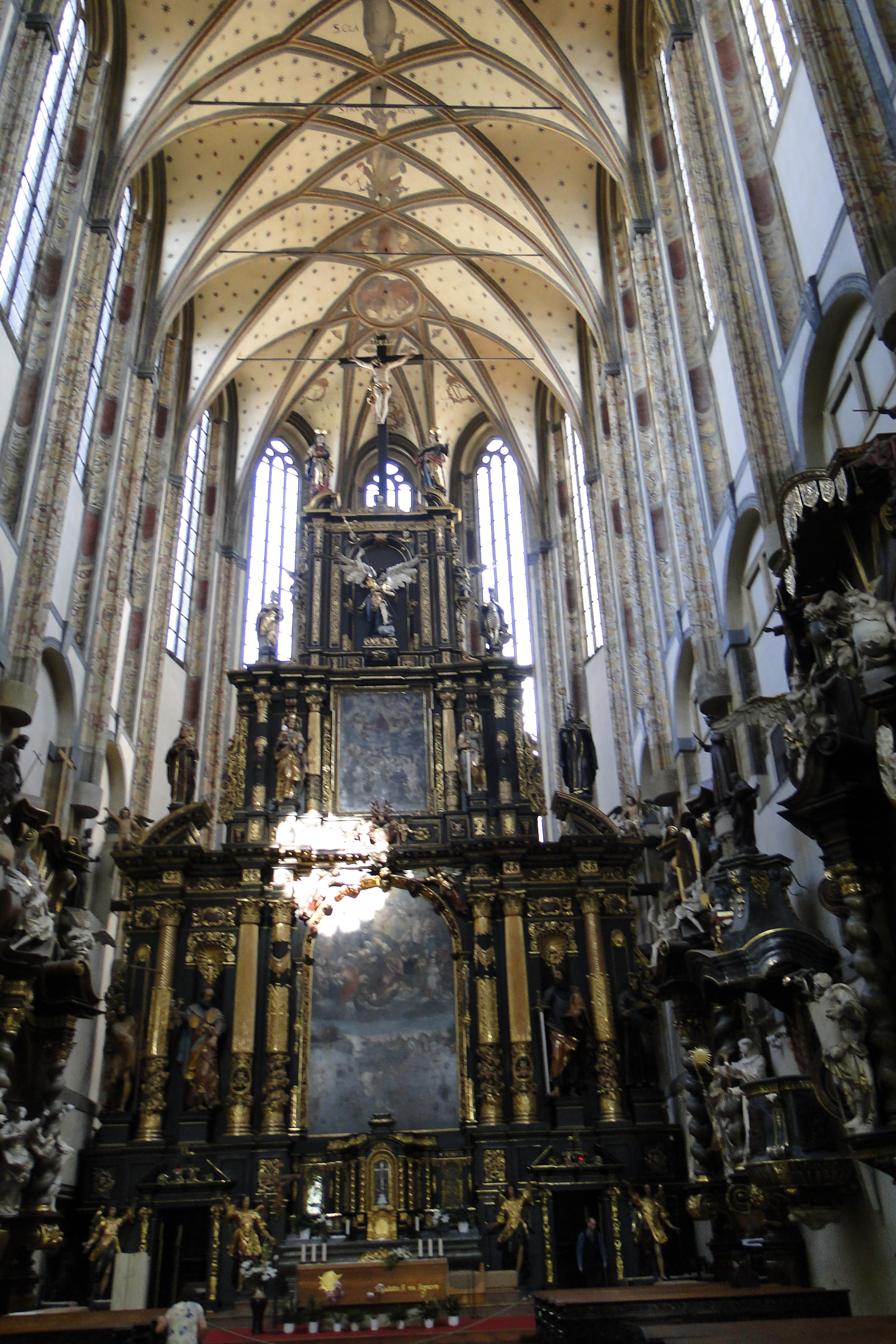
Intérieur: l'autel majeur
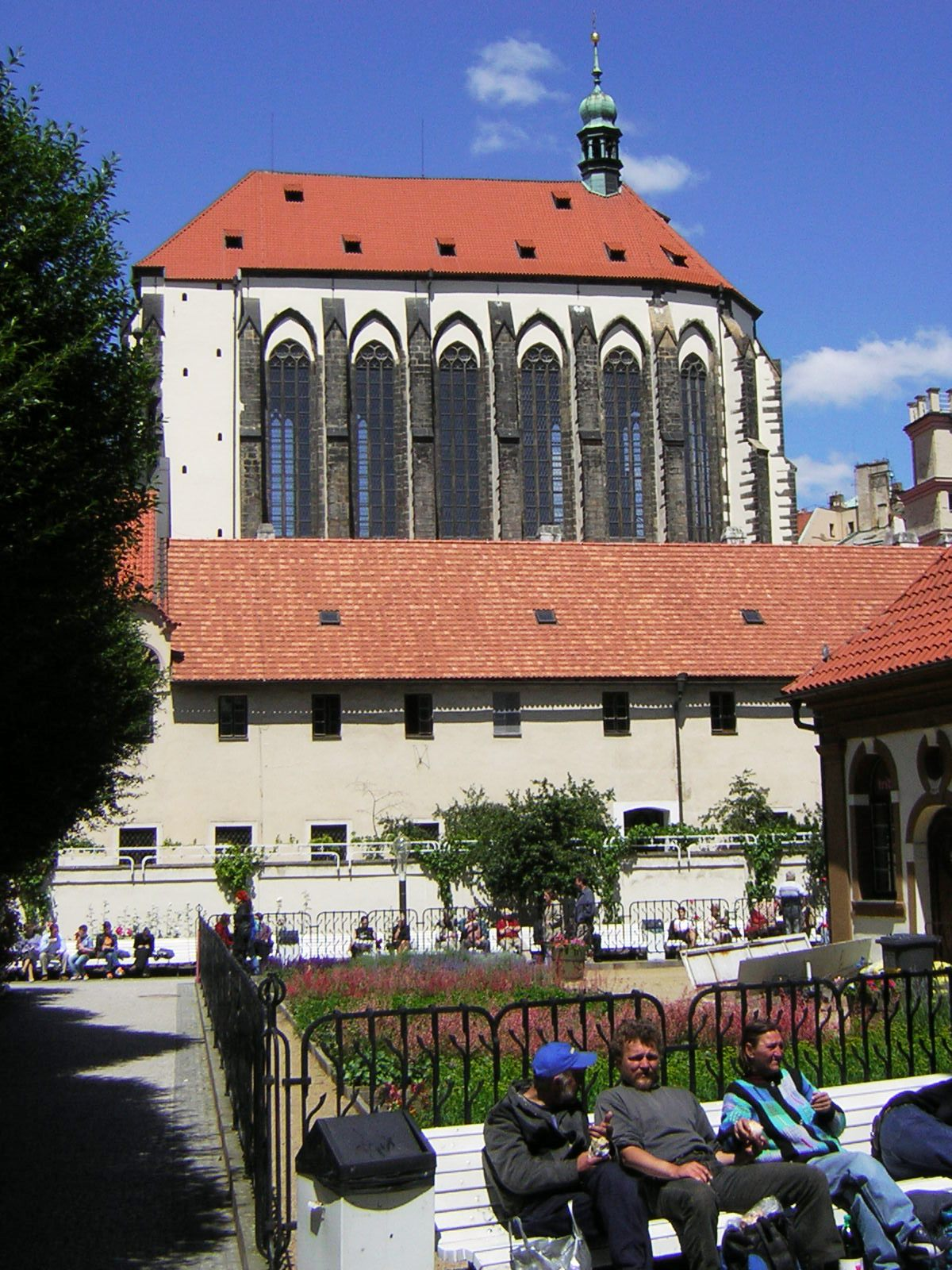
L'église